# Partido Demócrata Cristiano (El Salvador)
Partido Demócrata Cristiano, PDC (deutsch: Christdemokratische Partei, von 2011 bis 2012 als Partido de la Esperanza, PES) ist eine politische Partei in El Salvador.
Die Partei erhielt bei den Wahlen am 16. März 2003 7,3 % der abgegebenen Stimmen und somit fünf von 84 Sitzen im Parlament. Bei den Präsidentschaftswahlen 2004 unterstützte die PDC den Kandidaten des Centro Democrático Unido, Héctor Silva Argüello, der 3,9 % der Stimmen erhielt. Der Generalsekretär der Partei ist Rodolfo Parker.

## Geschichte
Die christdemokratische Partei wurde am 25. November 1960 von Abraham Rodriguez, Juan Ricardo Ramírez Rauda, Pablo Mauricio Alverque, Héctor Miguel Antonio Dada Hirezi, José Ítalo Giammatei, Vicente Vilanova, Guillermo Manuel Ungo, Julio Adolfo Rey Prendes und José Napoleón Duarte gegründet. 1960 fand ein Gründungstreffen im Haus von Alberto Ulloa Castro statt. Die PDC wurde am 25. November 1960 gegründet, als das Regime der bisherigen Staatspartei, der Partido Revolucionario de Unificación Democrática unter José María Lemus López am 26. Oktober 1960 durch das Militär gestürzt worden war. 
1961 wurde innerhalb der Partei als Präsidentschaftskandidat Oberst Julio Adalberto Rivera Carballo vorgeschlagen, welcher am 25. Januar 1961 an einen Putsch gegen die Junta Cívico-Militar von Miguel Ángel Castillo beteiligt war und nun im Directorio Cívico-Militar von Colonel Aníbal Portillo saß. Eine Annahme dieses Angebotes hätte bedeutet, dass die PDC zur Staatspartei geworden wäre. Die PDC entschied sich gegen Rivera Carballo, worauf sich aus der PDC, 1961 die Partido de Conciliación Nacional (PCN) abspaltete. Die PCN war von 1961 bis 1979 die Staatspartei des Militärregimes. Von 1964 bis 1970 war der Bauingenieur José Napoleón Duarte gewählter Bürgermeister von San Salvador. In dieser Zeit entwickelte er sich zum prominentesten Gegner des Militärregimes. Weitere Mitglieder der Partido Demócrata Cristiano: Carlos Herrera Rebollo, José Antonio Morales Erlich und Adolfo Rey Prendes lösten Duarte in den folgenden Jahren als Bürgermeister von San Salvador ab.
1972 unterstützte die PDC mit dem Movimiento Nacional Revolucionario (MNR) und der Unión Democrática Nacionalista (UDN) gemeinsam in der Unión Nacional Opositora, Duarte als Präsidentschaftskandidaten. Bei den Präsidentschaftswahlen am 20. Februar 1972 wurde Duarte offensichtlich um seine Stimmenmehrheit betrogen. Am 2. März 1972 erschoss das Ejército Revolucionario del Pueblo (ERP) zwei Soldaten der Guardia Nacional in San Salvador. Dem ERP wurden Mitglieder aus PDC-Zusammenhängen zugeschrieben. Am 25. März 1972 wurde Duarte verhaftet, gefoltert, wobei er drei Finger verlor, des Hochverrats bezichtigt und zum Tode verurteilt. Auf internationalen Druck sagte ihm der Wahlbetrüger Arturo Armando Molina Exil zu und schob Duarte nach Venezuela ab. 
Am 28. Februar 1972 gab es Proteste gegen den Wahlbetrug auf der Plaza Libertad, welche von den Sicherheitskräften niedergeschlagen wurden. Nach dem Datum benannte sich 1977 eine Basisorganisation des ERP: Ligas Populares 28 de Febrero (LP-28), zu welcher militarisierte, junge Christdemokraten wie Alejandro Rivas Mira, Lil Milagro Ramírez und Joaquín Villalobos Huezo gehörten. Weitere leitende Mitglieder der PDC konnten ins Exil gehen, aber viele Anhänger und Sympathisanten der PDC wurden vom Militärregime verfolgt, besonders in den ländlichen Gebieten durch die Organización Democrática Nacionalista. 1977 stellte das Parteienbündnis Unión Nacional Opositora den pensionierten Oberst Ernesto Claramount als Präsidentschaftskandidaten auf, mit der Zusicherung, Antonio Morales Erlich als Vizepräsidenten einzusetzen. 
Ab 19. Juli 1979, dem Sieg der Sandinistas (FSLN) in Nicaragua, wurde die PDC zum forcierten Projekt der US-Regierung für El Salvador. Am 15. Oktober 1979 übernahm die Junta Revolucionaria de Gobierno die Macht in El Salvador. Duarte Fuentes kehrte nach El Salvador zurück und trat am 3. März 1980 der Junta bei. Er wurde Außenminister. Am 22. Dezember 1980 wurde er Chef der Junta. Bei den Wahlen am 28. März 1982 zur Verfassungsgebenden Versammlung errang die PDC 24 Sitze und ARENA 36 Sitze. Am 2. Mai 1982 trat der von der verfassunggebenden Versammlung bestimmte Interimspräsident Álvaro Alfredo Magaña Borja sein Amt an. Am 25. März 1984 sahen internationale Wahlbeobachter, dass Duarte die Präsidentschaftswahlen gegen den Kandidaten der ARENA, und Paten der Todesschwadrone Roberto D’Aubuisson Arrieta, gewonnen hat. Im Wahlkampf wurden zwei Millionen US-Dollar von der US-Regierung für Duarte eingesetzt. Für die Präsidentschaftswahlen 1989 hatten Unternehmer des Consejo Ejecutivo Nacional von ARENA das liberalere Außenhandelsprogramm, deshalb errang sie die Gunst der US-Regierung unter Ronald Reagan, welche vorher der PDC galt. Bei den Präsidentschaftswahlen 1989, unterlag der Kandidat der PDC, Fidel Chávez Mena, Alfredo Cristiani Burkard von ARENA. Bei den Parlamentswahlen am 20. März 1988 erreichte die PDC weniger Sitze als ARENA.

## Ausschluss aus dem Wahlregister und Neugründung
Bei den Präsidentschaftswahlen am 21. März 2004 erreichte die PDC zusammen mit dem Centro Democrático Unido, für Héctor Silva Argüello 3,92 % der abgegebenen Stimmen, Als Vizepräsidentin war Ana Cristina Sol vorgesehen. Das Tribunal Supremo Electoral nahm daraufhin die PDC, wegen Unterschreiten der Dreiprozentklausel aus dem Wahlregister. Dagegen klagte die PDC und bekam vor dem Corte Suprema de Justicia wegen Rechtssicherheit nach Artikel 2 der Verfassung ihren Platz im Wahlregister zurück. Unbeachtet blieb dabei der Artikel 208 derselben Verfassung, wonach das Führen des Wahlregisters alleinige Aufgabe des TSE ist. Die Partido de Conciliación Nacional (PCN), welche allein auf 2,71 % der Stimmen kam, erlebte auf die gleiche Weise eine Auferstehung.
Bei den Parlamentswahlen am 12. März 2006 erhielt die PDC 6,9 Prozent der abgegebenen Stimmen, was sechs Abgeordnete in der Asamblea Legislativa entsprach.
Am 30. April 2011 wurde das Dekret, dass den PDC nach der Wahl 2004 trotz Unterschreitens der Sperrklausel vor der Auflösung bewahrt hatte, vom Obersten Gerichtshof für verfassungswidrig erklärt und die Partei wurde aus dem Parteienregister gestrichen. Der PDC wurde dann faktisch durch den Partido de la Esperanza ersetzt, der im Oktober 2011 von der Wahlbehörde zugelassen wurde. Bei der Parlamentswahl im März 2012 gewann sie 2,76 % der Wählerstimmen und einen Sitz in der Legislativversammlung. Im September 2012 beantragte die Partei, wieder ihren alten Namen annehmen zu dürfen, was das Oberste Wahltribunal zuließ. Bei der Präsidentschaftswahl 2014 war sie Bestandteil des Bündnisses Unidad und unterstützte die Kandidatur des konservativen Ex-Präsidenten Antonio Saca.